# 南奥塞梯驻顿涅茨克代表处
南奥塞梯驻顿涅茨克代表处（英語：Representative Office of South Ossetia, Donetsk），是南奥塞梯共和国于顿涅茨克人民共和国首都顿涅茨克的外交机构。

## 历史
南奥塞梯在2014年6月承认顿涅茨克人民共和国，在2015年4月16日正式成立代表处，主要工作为扩展经济和社会的双边关系，也是南奥塞梯官方代表在顿涅茨克的第一个外国代表处。
顿涅茨克人民共和国外交部称，这将有助于加强友好关系，和不只是外交关系的发展，而是经济、人道和社会领域的友好关系。

## 脚注
1. ↑  . 俄塔社. 2014-06-27  [2016-09-24]. （原始内容存档于2016-11-17）.
2. ↑  . news.ph. 2016-09-24  [2016-09-24]. （原始内容存档于2018-10-22）.
3. ↑  . 新俄罗斯今日. 2015-04-17  [2016-09-26]. （原始内容存档于2015-09-10）. This event will help to strengthen the friendly relations and the development of relations not only in diplomacy, but also in the economic, humanitarian and social spheres.